# Visele
Visele este piesa de debut a cântăreței de origine moldovenească Irina Rimes, lansată pe 28 aprilie 2016. A fost compusă de Irina Rimes și Andi Bănică.
Visele a fost primul single lansat sub numele Irina Rimes, ea având anterior pseudonimul Irra. Piesa a devenit unul dintre hiturile verii anului 2016. A fost înregistrată și o versiune în limba franceză, cunoscută sub numele Les Visons.

## Live
Piesa a fost interpetată live pentru prima dată la postul radio Radio Zu în iunie 2016. Prestația acesteia a fost postată pe canalul de YouTube al postului și a adunat până în prezent peste 1.000.000 de vizualizări. Piesa este interpetată foarte des la concertele artistei.

## Videoclip
Filmările au avut loc la Chișinău în regia lui Roman Burlaca, regizor cunoscut pentru colaborările cu Carla's Dreams. Clipul a fost încărcat pe canalul de YouTube al casei de discuri Quantum Music și a adunat până în prezent peste 16.000.000 de vizualizări.

## Performanța în topuri
În categoria pieselor românești, „Visele” a debutat pe poziția a 10-a cu 90 de difuzări. Cea mai înaltă poziție în clasamentul Media Forest a fost locul 2. În unele topuri muzicale, a ocupat prima poziție.
| Grafic (2016)                       | Poziția |
| ----------------------------------- | ------- |
| Republica Moldova (Airplay Top 100) | 1       |
| România (Romanian Top 100)          | 1       |
| România (Media Forest)              | 2       |
| România (Kiss Top 40/Kiss FM)       | 1       |
| România (Most Wanted/Radio Zu)      | 1       |

## Lansări
| Țara    | Data            | Format           | Casa de discuri |
| ------- | --------------- | ---------------- | --------------- |
| România | 28 aprilie 2016 | Digital Download | Quantum Music   |